# 时时乐
时时乐美國餐廳公司（英語：Sizzler USA Restaurants, Inc.），通稱時時樂（Sizzler），是一家美式西餐连锁餐厅，成立于1958年，总部位于美国加利福尼亚州的米申維耶霍。该餐厅因牛排、海鲜和沙拉吧而得名。